# Pedro Brand
Pedro Brand – miasto w Dominikanie, w prowincji Santo Domingo.